# Хендерге
Хендерге — річка в Росії, Республіка Тива, ліва притока Елегесту, в яку впадає на відстані 111 км від гирла. Належить до басейну Єнісею. Довжина 52 км, площа басейну 520 км²

## Притоки
(У км від гирла)
- річка без назви (26 км)
- Пестиг-Ажиг (38 км)